# Phacelia austromontana
Phacelia austromontana är en strävbladig växtart som beskrevs av Howell. Phacelia austromontana ingår i Faceliasläktet som ingår i familjen strävbladiga växter. Inga underarter finns listade i Catalogue of Life.